# Formación Horseshoe Canyon

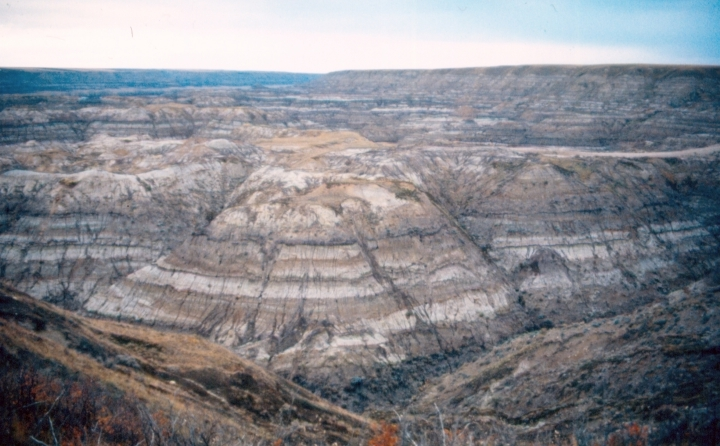
Cañón cerca de Drumheller, Alberta

La Formación Horseshoe Canyon es parte de la Serie Edmonton y tiene un espesor de hasta 230 metros. Su origen se remonta a finales del Campaniense al Maastrichtiense temprano y se compone de la lutolita, piedra arenisca y pizarras carbonosas. Hay una variedad de ambientes representados por la sucesión de capas de sedimentos, incluyendo los terrenos aluvión, canales de estuario y pantanos carboníferos, que han rendido una diversidad de material fósil. Los influenciados por los depósitos de estuario Tidally de la barra de punto son fácilmente reconocibles por la estratificación inclinada de heterolíticos. Los registros fósiles presentan rastro de agua salobre; ocurren dentro de estos los depósitos de la barra y demuestran la incursión periódica de las aguas marinas en los estuarios. La Fm. Cañón Herradura aparece en el área de Drumheller, Alberta, así como el norte a lo largo del río Red Deer, cerca de Trochu, y también en la ciudad de Edmonton. Es cubierta por las formaciones de la Battle, Whitemud, y Scollard. La zona del carbón de Drumheller, situada en la parte más inferior de la Fm. Horseshoe, ha sido un blanco primario para la industria. En el área entre Bashaw y Rockyford, zona carbonífera de Drumheller, es relativamente baja (cerca de 300 metro), con 10 a 20 metros acumulados de carbón dentro uno 70 a 120 metros de zonas carboníferas gruesas. La zona carbonífera puede contener 20 o más vetas finas individuales y piedra arenisca y pizarra intercaladas, que combinan para hacer una blanco atractivo para las compañías de la explotación minera. En total, se estima que allí hay 14 trillones de metros cúbicos de gas en el lugar de carbón en Alberta. 
La Fm. Horseshoe está situada 17 kilómetros al sudoeste de Drumheller, Alberta, Canadá, en la carretera 9. Este cañón obtiene su nombre de su forma de herradura y tiene aproximadamente tres kilómetros de largo, extendiéndose de la carretera 9 al área de Kneehill Creek.

## Paleofauna

### Dinosaurios
Theropoda
Coelurosauria incertae sedis
Tyrannosauroidea
Tyrannosauridae
- Albertosaurus sarcophagus

Ornithomimosauria
Ornithomimidae
- Dromiceiomimus brevitertius
- Ornithomimus edmontonicus
- Struthiomimus sp.

Maniraptora
Caenagnathidae
- Apatoraptor pennatus
- Epichirostenotes curriei

Troodontidae
- Albertavenator curriei

Dromaeosauridae
- Atrociraptor marshalli

Ornithischia (Ryan and Evans, 2005)
Ankylosauria
Ankylosauridae
- Anodontosaurus lambei

Nodosauridae
- Edmontonia longiceps

Pachycephalosauria
Pachycephalosauridae
- Sphaerotholus edmontonense

Ceratopsia
Ceratopsidae
Centrosaurinae
- Pachyrhinosaurus canadensis

Chasmosaurinae
- Anchiceratops ornatus
- Arrhinoceratops brachyops
- Eotriceratops xerinsularis

Ornithopoda
- Parksosaurus warrenae

Hadrosauridae
Hadrosaurinae
- Edmontosaurus regalis
- Saurolophus osborni

Lambeosaurinae
- Hypacrosaurus altispinus

Otros hallazgos han incluido mamíferos tales como Didelphodon coyi, reptiles no dinosaurios, anfibios, los peces, los invertebrados marinos y terrestres y los fósiles de plantas. Los reptiles tales como tortugas y cocodrilos son raros en la Fm. Cañón Herradura, y éste se piensa para reflejar el clima relativamente frío que prevalecia en ese entonces.